# Porozina
Il Porozina è stato un traghetto locale  della marina mercantile croata appartenente alla compagnia Jadrolinija. Costruito nel 1971 in Norvegia per una compagnia norvegese, vi appartenne fino al 1991, quando il traghetto fu acquistato da un'altra società norvegese. Da entrambi i proprietari venne mantenuto per il traghetto il nome Esefjord. Nel 1993 il traghetto venne acquistato dalla Jadrolinija cambiando nome in quello attuale.
Il Porozina aveva una capacità di 300 passeggeri e 45 auto.